# 今村信次郎
今村 信次郎（いまむら のぶじろう、1880年（明治13年）12月4日 - 1969年（昭和44年）9月1日）は、日本の海軍軍人。最終階級は海軍中将。

## 経歴
旧米沢藩江戸家老同心(下士階級)で農業を営む今村滝次郎の二男として生れる。米沢中学校を経て、1902年（明治35年）12月、海軍兵学校（30期）を次席で卒業し、翌年12月、海軍少尉任官。この時席次は百武源吾と入れ替わり首席となった。日露戦争では「韓崎丸」乗組として、百武、溝部洋六らと海兵32期の指導にあたり、日本海海戦には「三笠」乗組で砲術長安保清種付として参戦した。「須磨」乗組、「鹿島」回航委員、同分隊長などを経て、海軍砲術学校特修科を首席で修了。さらに、砲術学校教官、第1艦隊参謀、「笠置」分隊長、練習艦隊参謀、「富士」分隊長などを歴任。

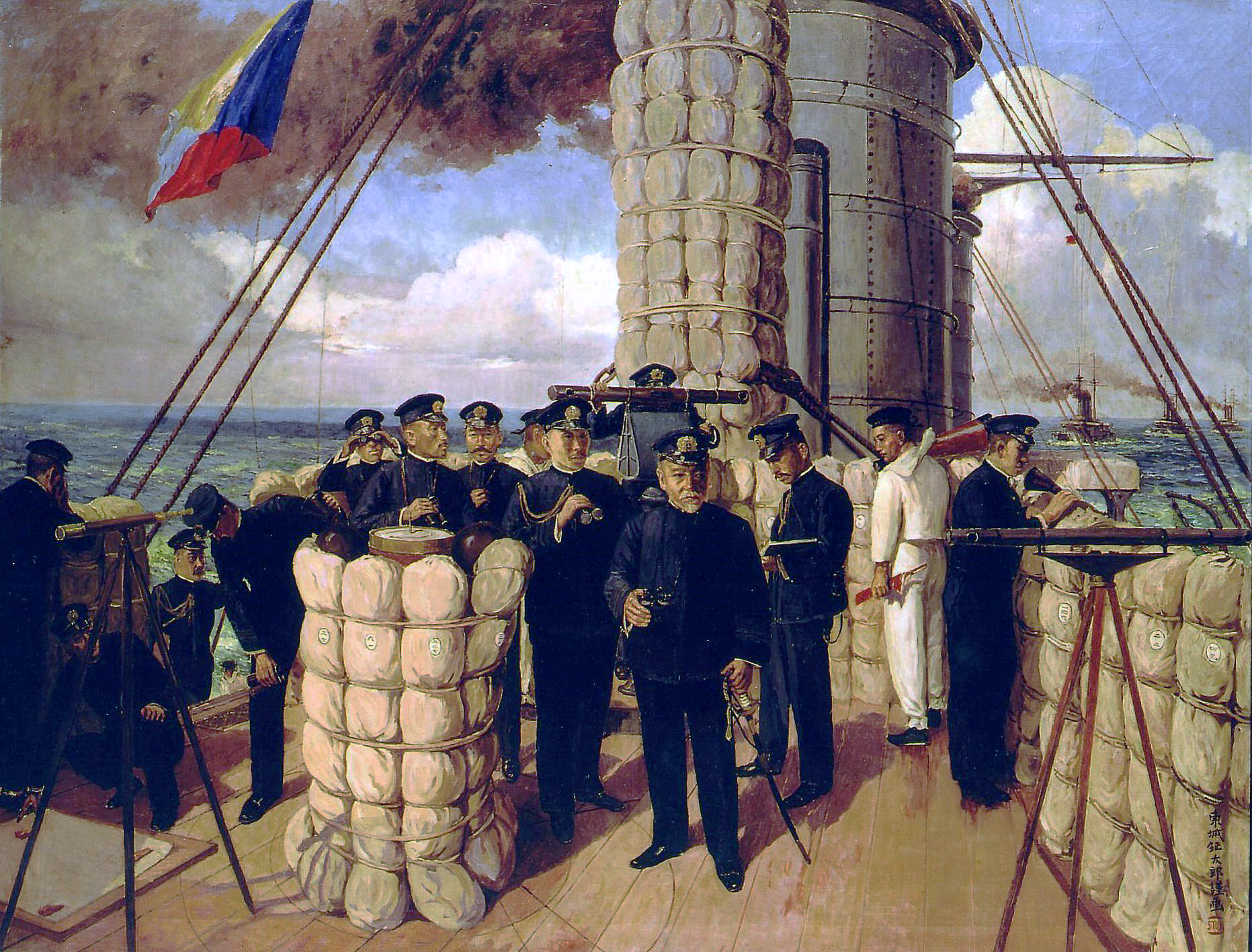
日本海海戦時の三笠艦上。左後方で双眼鏡を覗いている人物が今村。

1913年（大正2年）5月、海軍大学校(以下「海大」)甲種11期を首席で卒業した。
伊東祐亨元帥副官兼海軍省副官の後、兼海相秘書官となり、斎藤実大臣に仕えた。ドイツ駐在を経てイギリス駐在となり、帰国後は軍令部参謀、第1艦隊参謀、兼連合艦隊参謀、「新高」艦長、海大教官兼軍令部参謀、海大教頭、「日向」艦長、東宮武官兼侍従武官などを歴任し、1925年1（大正14年）2月、海軍少将に進級。侍従武官を勤め、1930年（昭和5年）12月、海軍中将となった。
練習艦隊司令官、舞鶴要港部司令官、第3艦隊司令長官、佐世保鎮守府司令長官を歴任した。なお練習艦隊司令官以後の後任者はすべて百武である。1936年（昭和11年）3月、予備役に編入された。同年から1945年（昭和20年）まで秩父宮別当を勤めた。1947年（昭和22年）11月28日、公職追放仮指定を受けた。
戦後は「三笠」の復興、また東郷平八郎の銅像併置を主張し、建設委員長として尽力した。米沢海軍武官会会員。

## 第一次世界大戦
イギリス駐在時代は、第一次世界大戦に観戦武官として従軍。戦艦「ヴァンガード」に乗組んでいたが、ユトランド沖海戦時は病のため病院船に在った。海戦後同艦の艦長以下から聞取り調査を行っている。同海戦では同郷かつ同期生であった下村忠助が戦死。のちに同艦に乗組んだ江渡恭助が爆発事故で戦死している。

## 栄典
位階
- 1904年（明治37年）3月18日 - 正八位[3]
- 1905年（明治38年）2月14日 - 従七位[4]
- 1907年（明治40年）11月30日 - 正七位[5]
- 1913年（大正2年）2月10日 - 従六位[6]
- 1917年（大正6年）4月20日 - 正六位[7]
- 1921年（大正10年）1月20日 - 従五位[8]
- 1926年（大正15年）1月15日 - 正五位[9]
- 1930年（昭和5年）12月27日 - 従四位[10]
- 1933年（昭和8年）10月2日 - 正四位[11]
- 1936年（昭和11年）4月18日 - 従三位[12]

勲章等
- 1906年（明治39年）4月1日 - 功五級金鵄勲章・勲五等双光旭日章・明治三十七八年従軍記章[13]
- 1913年（大正2年）5月31日 - 勲四等瑞宝章[14]
- 1915年（大正4年）11月7日 - 旭日小綬章・大正三四年従軍記章[15]
- 1918年（大正7年）10月28日 - 勲三等瑞宝章[16]
- 1920年（大正9年）11月1日 - 旭日中綬章・大正三年乃至九年戦役従軍記章[17]・戦捷記章[18]
- 1929年（昭和4年）6月29日 - 勲二等瑞宝章[19]
- 1934年（昭和9年）4月29日 - 勲一等瑞宝章・昭和六年乃至九年事変従軍記章[20]
- 1940年（昭和15年）8月15日 - 紀元二千六百年祝典記念章[21]

外国勲章佩用允許
- 1941年（昭和16年）12月9日 - 満州帝国：建国神廟創建記念章[22]

## 親族
- 娘婿 三上作夫（海軍中佐・終戦時の連合艦隊参謀）
- 従兄 秋山武三郎